# Souto da Carpalhosa e Ortigosa
Souto da Carpalhosa e Ortigosa (llamada oficialmente União das Freguesias de Souto da Carpalhosa e Ortigosa) es una freguesia portuguesa del municipio de Leiría, distrito de Leiría.

## Historia
La freguesia fue creada con el nombre de União das Freguesias de Souto de Carpalhosa e Ortigosa el 28 de enero de 2013 en aplicación de una resolución de la Asamblea de la República de Portugal promulgada el 16 de enero de 2013 con la unión de las freguesias de Ortigosa y Souto da Carpalhosa, pasando a estar situada su sede en la antigua freguesia de Souto da Carpalhosa. Esta denominación se mantuvo hasta el 28 de marzo de 2013 que pasó a llamarse con su actual nombre en aplicación de la Declaración de Rectificación n.º 19/2013 que corregía su denominación.

## Demografía
| Gráfica de evolución demográfica de Souto da Carpalhosa e Ortigosa entre 2011 y 2021 |
|                                                                                      |
| Datos según el nomenclátor publicado por el INE portugués.                           |